# Peire Bremon lo Tort
Peire Bremon lo Tort o Bremonz lo Tortz (fl. 1177) è stato un trovatore francese proveniente dal Viennese.
Del suo intero corpus poetico, caratterizzato dal francoprovenzalismo, sopravvivono solo due componimenti (entrambi canzoni d'amore). Secondo la sua breve vida, era "onorato da tutti gli uomini più in vista".
Peire Bremon è stato identificato con Petrus Bermudi e Peire Bremont trovati in documenti del 1160 pertinenti al Delfinato, ed è forse lo stesso Peire Bremon legato ai Conti di Tolosa in una stanza equivoca della galleria satirica di Peire d'Alvernhe sui trovatori contemporanei. il nome di "Peire Bremon" non era affatto raro e viene condiviso dal successivo trovatore, talvolta erroneamente identificato con lo Tort, Peire Bremon Ricas Novas. 
La prima poesia di Peire, Mei oill an gran manentia, venne scritta allorché il trovatore si preparava a partire dalla Siria, dove allora si trovava, laddove lascia la domna (signora) amata, elogiata nella sua poesia En abril, quant vei verdejar dopo l'arrivo in Occidente, dedicata, tuttavia, non propriamente alla sua donna, ma a Guglielmo Spada Lunga, vale a dire, Guglielmo del Monferrato, Conte di Giaffa e Ascalona. La poesia, infatti, rappresenta la prima menzione di Guglielmo tramite il suo adesso famoso soprannome, "Spadalunga". La data della poesia può essere ricavata dalle date conosciute di quando Guglielmo si trovava in Terrasanta: ottobre 1176–luglio 1177. 
Chanzos, tu.t n'iras outra mar,
e, per Deu, vai a midons dir
qu'en gran dolor et en cossir
me fai la nuoit e.l jorn estar.
di.m a'n Guilhelm Longa-Espia,
bona chanzos, qu'el li.t dia
e que i an per lieis confortar.
Peire dichiara nella sua seconda tornada di averla scritta mentre era al servizio di Filippo di Monreale, ma un personaggio con questo nome non è stato identificato.